# کنفرانس جریکو

یک هیئت فلسطینی از کنفرانس جریکو با ارائه قطعنامه کنفرانس ملک عبدالله برای وحدت کرانه باختری با اردن زیر تاج هاشمی

کنفرانس جریکو (به عربی: مؤتمر أریحا)، کنفرانسی بود که در دسامبر ۱۹۴۸ برای تصمیم‌گیری در مورد آیندهٔ آن بخش از فلسطین که زیر نظر اردن بود در پایان جنگ ۱۹۴۸ اسرائیل و اعراب برگزار شد و رهبری آن بر عهدهٔ شیخ محمدعلی جباری بود.
شخصیت‌های طرفدار اردن خواستار الحاق کرانه باختری از جمله بیت‌المقدس شرقی به اردن شدند.
این وحدت بعداً به «وحدت دو ساحل» (کرانه‌های شرقی و غربی رود اردن) معروف شد.